# Кил, Рон
Рон Кил (англ. Ron Keel; род. 25 марта 1961) — американский певец и гитарист, известен участием в различных музыкальных коллективах, начиная с 80-х годов XX века по настоящее время.

## Биография
Рон Кил начал музыкальную карьеру в группе Lust (Теннесси). В 1981 году он сформировал группу Steeler. Помимо самого Рона (гитара, вокал) в неё входили Мишель Дуниган (гитара), Бобби Ева (ударные) и Тим Моррисон (бас-гитара). В 1982 году группа записала сингл «Cold Day in Hell». Вскоре группу один за одним покидают все участники, а к Килу присоединяются Ингви Мальмстин (гитара), Рик Фокс (бас-гитара) и Марк Эдвардс (ударные). В 1983 году в таком составе группа выпустила альбом Steeler на лейбле Shrapnel Records. После ухода Мальмстина в группу Alcatrazz Рон распускает Steeler.
После роспуска Steeler Рон собирает новую группу под названием Keel. Группа заключает контракт со студией Gold Mountain/A&M Records. В период с 1984 по 1989 год Keel гастролирует по миру и продает в общей сложности два миллиона дисков. Вокалист и бас-гитарист группы KISS Джин Симмонс продюсировал два альбома Keel: The Right to Rock и The Final Frontier. Группа Kell была пересобрана в 2008 и осуществила концертный тур в честь своего 25-и летия (2009 год).
В 1990 Рон собирает группу Fair Game — проект поддержки Keel с четырьмя женщинами. Несмотря на несколько выступлений проект никогда не вышел за рамки демо. Две песни были записаны группой для саундтрека к фильму На опасной волне. Полная версия с сессией записи вышла в 2000 году на лейбле Metal Mayhem под именем Beauty & The Beast.
В 1984 году Рон пробует себя на место вокалиста в Black Sabbath, вместо ушедшего Яна Гиллана. Айомми рассказывает про эту историю с иронией: "Рон Кил, прислал кассету, и я сказал Гизеру: «Этот парень довольно неплох. Послушай его.» Он прокрутил запись и ответил: «О, да!» Мы пообедали с ним, выпили. И по ходу вечера я сказал Рону: «Мне очень понравилось то, что ты прислал.» А он мне: «А это не я.» «Что значит не ты? Это было на твоей плёнке!» Он ответил: «Так я был на другой стороне.» Он прислал плёнку со своей записью на одной стороне, на второй был другой вокалист. Мы явно тут дали маху. Вообще-то у Рона позже сложилась неплохая карьера, так как он достаточно добротный вокалист. Просто он не был тем, кого мы искали".
Рон вернулся к стилю хэви-метал в 1997 году во время совместной работы с японским гитаристом Акихито Киноситой (Akihito Kinoshita). Вместе с его группой Saber Tiger был записан дебютный альбом Project One.
В 2000 году Рон организует группу IronHorse исполнявшую смесь кантри и южного рока. Он покинул группу в 2007 чтобы сфокусироваться на других своих проектах. он так же принял участие в выступлении трибьют-группы Brooks & Dunn на мероприятии Country Superstars Tribute проходившее в Fitz Casino & Hotel Лас Вегас.
До пересбора группы Keel в 2008 году Рон собирал группу под названием K2 Featuring Ron Keel.
В 2014 году Кил опубликовал автобиографию под названием Even Keel: : Life On The Streets Of Rock & Roll (Wild West Media).
Рон проживал в Лас Вегасе до 2015 и принимал активное участие на музыкальной сцене. С 2015 года Рон проживает в городе Су-Фолс, Южная Дакота, где он является владельцем радиостанции KBAD-FM и является лидером групп Badlands House Band и Badlands Pawn, Gold, and Jewelry.

## Дискография

### Steeler
- 1983 — Steeler
- 2005 — Metal Generation: The Steeler Anthology

### Keel
- 1984 — Lay Down the Law
- 1985 — The Right to Rock
- 1986 — The Final Frontier
- 1987 — Keel (album)|Keel
- 1989 — Larger Than Live
- 1998 — Keel VI: Back in Action
- 2010 — Streets of Rock & Roll

### Fair Game
- 1991 — Beauty and the Beast

### IronHorse
- 2001 — IronHorse
- 2004 — Bring It On

### Сольные проекты
- 2006 — Alone at Last
- 2007 — The Ultimate Collection
- 2007 — The Ultimate Video Collection (DVD)
- 2008 — Lick It Up: A Millennium Tribute to Kiss
- 2014 — Metal Cowboy